# DN17C
DN17C este drumul național secundar ce leagă localitățiile Bistrița și Vișeu de Sus. Trece printre Munții Rodnei și Munții Țibleș prin Pasul Dealul Ștefăniței, având punctul terminus în localitatea Moisei.